# Carl Nilsson (industriman)
Carl Nilsson, född 18 december 1863 i Vinslövs socken, död 19 januari 1958 i Kristianstad, var en svensk affärsman.
Carl Nilsson var son till hemmansägaren Nils Christensson. Efter tio års anställning vid Mårten Pehrsons spannmåls- och foderämnesaffär i Kristianstad blev Nilsson 1889 delägare i firman, och när denna 1898 ombildades till aktiebolag, blev han företagets vice VD. När firmans grundare dog 1906, blev Carl Nilsson VD och ordförande i styrelsen, och under hans ledning utvecklades AB Mårten Pehrsons Valsqvarn till ett av Sveriges största kvarnföretag. Han avgick som VD 1939 och som styrelseordförande 1947. Bolaget köpte på Carl Nilssons initiativ in flera konkurrerande valskvarnar, bland annat Landskrona kvarn 1927 och övertog aktiemajoriteten i AB Saltsjökvarn 1930. I samband med dessa nyförvärv ökades aktiekapitalet till 6 miljoner kronor. Carl Nilsson var även initiativtagare till andra industribolag, bland annat Skånska Yllefabriken i Kristianstad 1898, och var ordförande i dess styrelse från 1907 samt styrelseledamot i oljefabriks- AB Merkantil i Kristianstad från 1919. Nilsson anlitades också i offentliga uppdrag, han var bland annat landstingsman 1909–1917, ledamot av stadsfullmäktige i Kristianstad 1901–1926, dess vice ordförande 1917–1918 och ledamot av stadens drätselkammare 1901–1918. Nilsson var 1911–1935 argentinsk vicekonsul i Kristianstad. han var ordförande i Kristianstads evangelisk-lutherska missionsförening 1919–1943 och vice ordförande i Evangeliska fosterlandsstiftelsen 1924–1932.